# Omicidio di Stefano Cucchi
L'omicidio di Stefano Cucchi avvenne a Roma il 22 ottobre 2009, mentre il giovane era sottoposto a custodia cautelare, in seguito a percosse da parte di due carabinieri, che gli hanno causato innumerevoli fratture e emorragie interne.
Il 4 aprile 2022 la Corte di cassazione ha condannato in via definitiva i carabinieri Alessio Di Bernardo e Raffaele D'Alessandro a dodici anni di reclusione per omicidio preterintenzionale. I procedimenti giudiziari hanno coinvolto anche da un lato i medici dell'ospedale Pertini, dall'altro continuano a coinvolgere, a vario titolo, più militari dell’Arma dei Carabinieri.
La famiglia, in particolare la sorella Ilaria Cucchi, ha svolto una forte attività di sensibilizzazione sul caso, attirando l'attenzione dell'opinione pubblica a seguito della pubblicazione delle foto dell'autopsia, poi riprese da agenzie di stampa, giornali e telegiornali italiani. La vicenda ha ispirato, altresì, documentari e lungometraggi cinematografici.

## L'omicidio
Il 15 ottobre 2009, intorno alle ore 23:30, presso via Lemonia, in zona Appio Claudio a Roma, Stefano Cucchi, geometra romano di 31 anni (nato il 1º ottobre 1978), fu fermato dai carabinieri Francesco Tedesco, Gabriele Aristodemo, Raffaele D'Alessandro, Alessio Di Bernardo e Gaetano Bazzicalupo, tutti in servizio presso la stazione Roma Appia, dopo essere stato visto cedere a Emanuele Mancini alcune confezioni trasparenti in cambio di una banconota. Bloccato e perquisito, il giovane fu trovato in possesso di sostanza stupefacente e, più in particolare, di 20 grammi di hashish, suddivisi in 12 pezzi di varia grandezza, tre involucri di cellophane contenenti cocaina (per un totale di circa 3-4 dosi), uno spinello e due pasticche (dalle successive analisi emerse che una pasticca conteneva materiale inerte, l'altra benzodiazepina del tipo clonazepam, commercializzata con il nome Rivotril, farmaco che Stefano Cucchi utilizzava per trattare l'epilessia di cui soffriva). Una volta portato in caserma, fu disposta la perquisizione domiciliare presso l'abitazione dei suoi genitori, che ebbe esito negativo.
Fino a questo momento, Stefano Cucchi si trovava in buone condizioni di salute e non lamentava alcun dolore fisico. Alle 2:15 Stefano venne accompagnato da Tedesco, Di Bernardo e D'Alessandro alla stazione del comando dei Carabinieri di Roma Casilina per essere sottoposto a rilievi foto-segnaletici e dattiloscopici. In tale sede, come testimoniato da Tedesco nel 2018, avvenne il pestaggio di Stefano ad opera di D'Alessandro e Di Bernardo, all'esito di un alterco scaturito a causa del fatto che Cucchi non voleva essere sottoposto ai rilievi di polizia scientifica. Da lì, dopo essere stato nuovamente condotto nella Stazione Roma Appia, venne poi trasferito presso la caserma di Tor Sapienza, dove trascorse la notte all'interno di una delle celle di sicurezza. Durante la notte, intorno alle ore 4:30 del 16 ottobre, il giovane riferì al piantone di turno di non sentirsi bene, pertanto fu chiamato il 118, ma Cucchi rifiutò di farsi visitare.
Nella mattinata, su disposizione della procura della Repubblica di Roma, Cucchi fu condotto presso il tribunale di piazzale Clodio, in composizione monocratica, per la convalida dell'arresto ed il contestuale giudizio direttissimo, con la contestazione del reato di cui all'art. 73 D.P.R. 309/1990 (detenzione e cessione di sostanze stupefacenti a fini di spaccio). Durante l'udienza, Stefano ha risposto alle domande del giudice, dichiarandosi innocente in ordine all'addebito lui contestato ("io mi dichiaro innocente per quanto riguarda lo spaccio, mi dichiaro invece colpevole per quanto riguarda la detenzione, per uso personale"). Riferiva di essere tossicodipendente e di essere stato seguito in passato dal SERT di Torpignattara, da Villa Maraini e dalla comunità CEIS. Sosteneva di essere affetto da epilessia, celiachia ed anemia. Terminato l'interrogatorio di garanzia, il pubblico ministero ha richiesto la convalida dell'arresto e l'applicazione della misura della custodia cautelare in carcere, ritenendo l'applicazione di una misura più lieve non efficace a fronteggiare il pericolo di reiterazione del reato di spaccio, che scaturiva da precedenti che lo gravavano. Il difensore, invece, si è opposto alla convalida dell'arresto ed ha richiesto, nell'ipotesi in cui l'arresto venisse convalidato, l'applicazione della misura dell'obbligo di presentazione alla polizia giudiziaria.
L'udienza di convalida fu in seguito criticata da Luigi Manconi, direttore dell'ufficio anti-discriminazioni razziali presso la Presidenza del Consiglio, poiché in tale sede «a Cucchi viene attribuita una nazionalità straniera e la condizione di "senza fissa dimora", nonostante fosse regolarmente residente in città». Già durante il processo, Cucchi aveva difficoltà a camminare e a parlare e mostrava evidenti ematomi agli occhi; il ragazzo parlò con suo padre pochi attimi prima dell'udienza, ma non riferì di essere stato picchiato.
Alla fine dell'udienza, il giudice convalidò l'arresto di Stefano Cucchi e dispose l'applicazione nei suoi confronti della custodia cautelare presso il carcere di Regina Coeli. Dato che il difensore ha richiesto dei termini per preparare la difesa, il processo veniva rinviato alla data del successivo 13 novembre. Dopo l'udienza, le condizioni di Cucchi peggiorarono ulteriormente. Il 16 ottobre, alle ore 23, fu condotto al pronto soccorso dell'ospedale Fatebenefratelli, presso il quale furono messe a referto lesioni ed ecchimosi alle gambe, al volto (con frattura della mandibola), all'addome con ematuria e al torace (con frattura della terza vertebra lombare e del coccige). Fu quindi consigliato il ricovero, che però il paziente rifiutò, venendo quindi ricondotto in carcere.
Nei giorni successivi, per l'aggravarsi delle condizioni, Stefano Cucchi fu trasferito al reparto detenuti dell'ospedale Sandro Pertini, dove morì all'alba del 22 ottobre; al momento del decesso pesava solamente 37 chilogrammi. Dopo la prima udienza, i famigliari cercarono a più riprese di vedere, o perlomeno conoscere, le sue condizioni fisiche, ma senza successo: essi ebbero nuovamente notizie del proprio congiunto solo quando un ufficiale giudiziario si recò presso la loro abitazione per notificare l'autorizzazione del magistrato a eseguire un'autopsia.

## Le indagini
Dopo la morte di Stefano Cucchi, il personale carcerario negò di avere esercitato violenza sul giovane e furono formulate diverse ipotesi sulla causa della morte, che poteva essere stata cagionata dalle conseguenze di un supposto abuso di droga o a causa di pregresse condizioni fisiche o per aver rifiutato il ricovero all'ospedale Fatebenefratelli. Il sottosegretario di Stato Carlo Giovanardi dichiarò che Stefano Cucchi era morto soltanto di anoressia e tossicodipendenza, asserendo, altresì, che il ragazzo fosse sieropositivo. Successivamente, pentito per queste false dichiarazioni, si scusò con i famigliari. Nel frattempo, per contrastare le false affermazioni sulla morte del Cucchi, la famiglia pubblicò alcune foto del giovane scattate in obitorio, nelle quali sono ben visibili vari traumi contusivi ("volto tumefatto, un occhio rientrato, la mascella fratturata e la dentatura rovinata") e un evidente stato di denutrizione.
Durante le indagini circa le cause della morte, un testimone dichiarò che Stefano Cucchi gli aveva riferito di essere stato picchiato; il detenuto Marco Fabrizi chiese di essere messo in cella con Stefano (che era solo), ma questa richiesta fu negata da un agente che fece con la mano il segno delle percosse; la detenuta Annamaria Costanzo affermò che il giovane le aveva detto di essere stato picchiato, mentre Silvana Cappuccio affermò di aver visto personalmente gli agenti di polizia penitenziaria picchiare Cucchi con violenza.
Le indagini preliminari sostennero che a causare la morte sarebbero stati la mancata assistenza medica su una marcata ipoglicemia e la presenza di traumi diffusi; furono riscontrate alterazioni della funzione epatica e un'ostruzione del catetere vescicale che impediva la minzione del giovane (alla morte aveva una vescica che conteneva ben 1 400 cm³ di urina, con risalita del fondo vescicale e compressione delle strutture addominali e toraciche). L'ipoglicemia marcata si sarebbe potuta scongiurare mediante la somministrazione di glucosio.
Sempre stando alle indagini, gli agenti di polizia penitenziaria Nicola Minichini, Corrado Santantonio e Antonio Dominici avrebbero gettato il ragazzo per terra procurandogli le lesioni toraciche, infierendo poi con calci e pugni nelle celle di sicurezza del tribunale di Roma, poco prima dell'udienza di convalida dell'arresto. Oltre agli agenti di polizia penitenziaria, furono indagati i tre medici del reparto di Medicina Protetta dell'ospedale Sandro Pertini: Aldo Fierro (primario), Stefania Corbi e Rosita Caponnetti, che non avrebbero curato il giovane, lasciandolo morire di inedia. Questi si difesero sostenendo che era stato il giovane a rifiutare le cure.
Il 6 novembre 2009 furono ritrovati 925 grammi di hashish e 133 grammi di cocaina in un appartamento saltuariamente occupato da Stefano Cucchi e di proprietà della sua famiglia: a comunicare l'esistenza della droga al magistrato furono gli stessi congiunti di Cucchi. Su questo fatto fu ascoltato come testimone il padre. Secondo i legali, questo comportamento è indice della volontà dei genitori di prestare la massima collaborazione agli investigatori per arrivare ad accertare le cause della morte di Stefano. Il 14 novembre 2009 la procura di Roma contestò il reato di omicidio colposo a carico dei tre medici dell'ospedale Pertini e quello di omicidio preterintenzionale ai tre agenti di polizia penitenziaria.
Il 27 novembre 2009 una commissione parlamentare d'inchiesta, indetta per far luce sugli errori sanitari nell'area detenuti dell'Ospedale Pertini di Roma, concluse che Stefano Cucchi morì per abbandono terapeutico. Il 30 aprile 2010 la procura di Roma chiese il rinvio a giudizio degli indagati e contestò a 6 medici e a 3 infermieri del Pertini, a seconda delle posizioni, l'abbandono di incapace aggravato dalla sua morte (inizialmente era stata loro addebitata l'accusa di omicidio colposo), il favoreggiamento, l'abuso d'ufficio e il falso ideologico. Per quanto riguarda gli agenti penitenziari, inizialmente accusati di omicidio preterintenzionale e abuso di autorità, la prima imputazione fu derubricata in lesioni personali aggravate perché secondo la procura la frattura della vertebra sacrale era antecedente al pestaggio. Tredici in tutto furono le persone rinviate a giudizio; uno di questi, il funzionario del provveditorato regionale dell'amministrazione penitenziaria Claudio Marchiandi, fu giudicato col rito abbreviato. Egli era accusato di aver indotto la dottoressa Rosita Caponnetti, dirigente medico di turno dell'ospedale Pertini al momento del ricovero di Stefano Cucchi, a falsificare la cartella clinica di Cucchi facendole scrivere che le sue condizioni di salute non erano così gravi da impedirgli il ricovero in quella struttura, tutto ciò al fine di occultare le responsabilità degli agenti penitenziari. In primo grado, egli fu ritenuto colpevole e condannato a due anni di reclusione, ma poi la Corte d'appello ribaltò la sentenza e lo assolse. Nel 2014, però, la Corte di cassazione annullò la sentenza d'appello per vizi di motivazione, pertanto nel 2016 fu celebrato un nuovo processo d'appello, che vide l'imputato nuovamente assolto. L'anno successivo la Corte di Cassazione confermò in via definitiva l'assoluzione di Marchiandi.
La vicenda giudiziaria fu seguita fin dall'inizio dal legale di fiducia della famiglia, l'avvocato Fabio Anselmo, che aveva personalmente conosciuto Cucchi prima dell'arresto, e che assistette la sorella di Cucchi durante sette anni di processi, 45 udienze, 120 testimoni e decine di consulenze tecniche.

## I processi

### Primo grado
Il 13 dicembre 2012, durante il processo di primo grado, i periti incaricati dalla corte stabilirono che il giovane era morto a causa delle mancate cure mediche, e per grave carenza di cibo e liquidi. Affermarono, inoltre, che le lesioni riscontrate post-mortem potrebbero essere causate da un pestaggio oppure da una caduta accidentale e che "[non] vi sono elementi che facciano propendere per l'una piuttosto che per l'altra dinamica lesiva".
Il 5 giugno 2013 la III Corte d'assise di Roma condannò quindi per omicidio colposo il primario Aldo Fierro a 2 anni di reclusione (con pena sospesa) e Stefania Corbi, Flaminia Bruno, Luigi De Marchis Preite e Silvia Di Carlo, i quattro medici che ebbero in cura Stefano Cucchi durante la sua degenza all'ospedale Pertini, a 1 anno e 4 mesi di reclusione ciascuno (con pena sospesa per tutti). La dottoressa Rosita Caponnetti, infine, che redasse la cartella clinica di Cucchi al momento del ricovero, fu condannata a 8 mesi per falso ideologico (anch'ella con pena sospesa), mentre furono assolti i 3 infermieri e i 3 agenti della Polizia Penitenziaria, i quali - secondo i giudici - non avrebbero in alcun modo contribuito alla morte di Cucchi.
Per i medici, dunque, il reato di abbandono di incapace fu derubricato in omicidio colposo. Il PM aveva chiesto per questi ultimi pene tra i 5 anni e mezzo e i 6 anni e 8 mesi. Aveva inoltre sollecitato una condanna a 4 anni di reclusione per gli infermieri e a 2 anni per gli agenti penitenziari. Le accuse nei confronti di questi ultimi erano di lesioni personali e abuso di autorità.
La lettura della sentenza fu accompagnata da grida di sdegno da parte del pubblico in aula.

### Processo d'appello
Il 31 ottobre 2014, con sentenza della Corte d’appello di Roma, furono assolti tutti gli imputati, fra cui i medici; a seguito di ciò, il legale della famiglia Cucchi preannunciò un ricorso alla Corte di cassazione, mentre la sorella Ilaria Cucchi dichiarò che avrebbe chiesto ulteriori indagini al procuratore della Repubblica Pignatone e che avrebbe continuato le sue campagne di sensibilizzazione dell'opinione pubblica sul caso. L'incontro tra la Cucchi e Pignatone avvenne il 3 novembre e, stando alle parole della donna, il procuratore si impegnò a rivedere tutti gli atti dell'indagine sin dall'inizio. Lo stesso giorno, il sindacato di Polizia penitenziaria Sappe depositò una querela contro Ilaria Cucchi perché ella «istiga all'odio e al sospetto nei confronti dell'intera categoria di soggetti operanti nell'ambito del comparto sicurezza».

### Cassazione
In occasione dell'udienza pubblica del 15 dicembre 2015, la Cassazione dispose il parziale annullamento della sentenza di appello, ordinando un nuovo processo per cinque dei sei medici (in particolare il primario Aldo Fierro e gli aiuti Stefania Corbi, Flaminia Bruno, Luigi Preite De Marchis e Silvia Di Carlo), dell'Ospedale Pertini, precedentemente assolti. Secondo la sentenza, gli stati patologici di Cucchi, preesistenti e concomitanti con il politraumatismo per il quale fu ricoverato, avrebbero dovuto imporre maggiore attenzione e approfondimento da parte dei sanitari.

### Appello-bis
Il 18 luglio 2016 la Corte d'appello di Roma assolse i cinque medici dall'accusa di omicidio colposo perché "il fatto non sussiste".

### Cassazione-bis
La I Sezione Penale della Cassazione, nell'udienza pubblica del 19 aprile 2017, dispose l'annullamento dell'ulteriore sentenza di appello, ordinando un nuovo processo per i cinque medici dell'ospedale Pertini. Secondo la Corte, i sanitari avevano dimostrato gravi negligenze per ritardi sia nella diagnosi, sia nelle cure, e per tale motivo la sentenza di assoluzione fu considerata contraddittoria ed illogica. L'indomani, 20 aprile 2017, scattò peraltro la prescrizione per il reato contestato.

### Appello-ter
Il 23 marzo 2018 si aprì il nuovo processo d'appello davanti alla II Sezione della Corte d'appello di Roma. Si costituì parte civile, fra gli altri, anche il comune di Roma. Nell'ambito del procedimento, fu eseguita una nuova perizia tecnica sulle cause della morte di Stefano Cucchi, eseguita dai medici Anna Aprile e Alois Saller, che secondo la pubblica accusa e gli avvocati di parte civile evidenzia le negligenze nell'operato degli imputati. Nell'udienza del 6 maggio 2019 il sostituto procuratore generale Mario Remus chiese il "non doversi procedere" nei loro confronti, per intervenuta prescrizione del reato di omicidio colposo, richiesta che preludeva ad un loro proscioglimento in sede penale, ma non ai fini della responsabilità civile. Con la sentenza del 14 novembre 2019, i giudici assolsero per non aver commesso il fatto la dottoressa Stefania Corbi e dichiararono il non doversi procedere per intervenuta prescrizione del reato nei confronti del primario Aldo Fierro e dei medici Flaminia Bruno, Luigi De Marchis Preite e Silvia Di Carlo.

## La seconda inchiesta
Su espressa richiesta dei familiari, nel settembre 2015 la Procura della Repubblica di Roma riaprì un fascicolo d'indagine sul caso, affidandolo al sostituto procuratore Giovanni Musarò. Il legale della famiglia Cucchi aveva in precedenza esposto al magistrato che un militare dei Carabinieri, Riccardo Casamassima, aveva ricevuto minacce al fine di rendere testimonianza negativa nell'ambito del processo d'appello, e che l'interessato aveva motivo di credere che tali minacce provenissero da uno o più ex-colleghi coinvolti nel caso.
Il 30 giugno 2015 Riccardo Casamassima aveva frattanto reso spontanee dichiarazioni al sostituto Musarò, convincendolo della necessità di riaprire l'indagine, rivolta in particolare ai carabinieri presenti nelle due caserme ove era avvenuta dapprima l'identificazione, quindi la custodia in camera di sicurezza di Stefano Cucchi, tra la sera del 15 e la mattina del 16 ottobre 2009, data dell'udienza di convalida dell'arresto. Emerse infatti quasi subito che, contrariamente a quanto riportavano i documenti ufficiali dell'Arma e a quanto avevano raccontato alcuni carabinieri nel precedente processo, dopo la perquisizione domiciliare Cucchi non fu immediatamente ricondotto nella Stazione Roma Appia, ma fu prima portato nella caserma della Compagnia Roma Casilina dai carabinieri Alessio Di Bernardo, Raffaele D'Alessandro e Francesco Tedesco per il foto-segnalamento e, poiché aveva opposto resistenza, fu picchiato.
Nel dicembre del 2015, il gip dispose una perizia per stabilire le cause della morte di Stefano Cucchi. L'esito della perizia fu depositato nell'ottobre del 2016: i periti individuarono due possibili cause del decesso di Cucchi, cioè un'improvvisa morte per epilessia e il globo vescicale causato dalla frattura della vertebra sacrale, a sua volta dovuta al pestaggio da parte dei carabinieri. Secondo i periti, però, non era possibile stabilire con certezza la sussistenza del nesso di causalità tra il pestaggio e la morte a livello biologico perché se il paziente fosse stato curato adeguatamente forse sarebbe sopravvissuto. Tuttavia, una volta sentiti in sede di incidente probatorio, i periti esclusero l'epilessia come causa del decesso e chiarirono che, se Cucchi non fosse stato picchiato, egli verosimilmente non sarebbe morto, ribadendo implicitamente così la sussistenza del nesso di causalità a livello giuridico.
Il 17 gennaio 2017, alla conclusione delle indagini preliminari, fu chiesto il rinvio a giudizio per omicidio preterintenzionale e abuso di autorità nei confronti dei militari dell'Arma dei Carabinieri Alessio Di Bernardo, Raffaele D’Alessandro e Francesco Tedesco, accusati di aver colpito Cucchi con schiaffi, pugni e calci, facendolo cadere e procurandogli lesioni divenute mortali per una successiva condotta omissiva da parte dei medici curanti, e per averlo comunque sottoposto a misure restrittive non consentite dalla legge. Tedesco e il maresciallo Roberto Mandolini, che all'epoca dei fatti era il comandante della Stazione Roma Appia, dovettero anche rispondere dell'accusa di falso ideologico per l'omissione nel verbale d'arresto dei nomi di Di Bernardo e D'Alessandro, che secondo l'accusa aveva l'obiettivo di occultare le responsabilità di questi ultimi e dello stesso Tedesco per la morte di Stefano Cucchi. Tedesco e Mandolini, insieme all'appuntato scelto Vincenzo Nicolardi, anch'egli all'epoca dei fatti in servizio presso la Stazione Roma Appia, dovettero rispondere infine dell'accusa di calunnia perché, avendo reso dichiarazioni false nel precedente processo a carico dei tre agenti di polizia penitenziaria in cui erano stati chiamati a testimoniare, avevano accusato implicitamente i tre agenti di polizia penitenziaria del pestaggio di Stefano Cucchi pur essendo consapevoli della loro innocenza.
Il 24 febbraio 2017 furono precauzionalmente sospesi a tempo indeterminato dall'impiego i tre militari accusati di omicidio preterintenzionale.
Il 10 luglio 2017 il Giudice dell'udienza preliminare del Tribunale di Roma accolse la richiesta di rinvio a giudizio degli indagati, salvo il non doversi procedere per il reato di abuso di autorità per intervenuta prescrizione.

### Il processo-bis
La prima udienza del processo-bis contro i primi cinque militari, a vario titolo per omicidio preterintenzionale, falso e calunnia si tenne il giorno 16 novembre 2017 davanti alla I Corte di assise di Roma; la pubblica accusa era rappresentata dal sostituto procuratore Giovanni Musarò.
Nell'udienza dell'11 ottobre 2018, il PM rese nota la denuncia presentata da Francesco Tedesco, che aveva riportato ciò che era successo nella caserma della Compagnia Roma Casilina e aveva indicato Alessio Di Bernardo e Raffaele D’Alessandro come gli autori del pestaggio. Il procuratore informò inoltre la corte di quanto era emerso nel frattempo dalle indagini, in particolare dei tentativi di depistaggio.
Nel corso della sua requisitoria, il Pubblico Ministero Giovanni Musarò così si espresse: "Finora noi abbiamo dimostrato che dopo la morte di Stefano Cucchi per diversi giorni l’Arma dei Carabinieri non si è mossa, non ha fatto alcuna indagine interna. Dal 22 al 26 ottobre non succede niente, poi dal 26-27 ottobre iniziano a pullulare tutta una serie di annotazioni. Ma cosa è successo il 26 ottobre del 2009, che finalmente vi siete dati una mossa? Nessuno ha saputo rispondere. Ora una risposta ce l’abbiamo, perché risulta dai documenti. Tutto trae origine da un’agenzia ANSA battuta alle 15:38 del 26 ottobre 2009, in cui Patrizio Gonnella, presidente dell'Associazione Antigone, e Luigi Manconi, presidente di A Buon Diritto onlus, fanno una pubblica denuncia in merito alla vicenda Cucchi. E dicono testualmente: al momento dell’arresto, che poi è quello della perquisizione, secondo quanto riferito dai familiari, Stefano Cucchi stava bene, camminava sulle sue gambe e non aveva segni di alcun tipo sul viso. La mattina seguente all’udienza per direttissima il padre nota tumefazioni al volto e agli occhi. Con questa nota ANSA Gonnella e Manconi non solo chiedono verità, ma indicano un preciso lasso temporale a riprova di come i fatti fossero immediatamente chiari, prima che qualcuno iniziasse a mischiare le carte".
Con la sentenza emessa in data 14 novembre 2019, la Corte d'Assise di Roma riconobbe i carabinieri scelti Alessio Di Bernardo e Raffaele D’Alessandro colpevoli di omicidio preterintenzionale, condannandoli a 12 anni di reclusione e all'interdizione perpetua dai pubblici uffici, oltre al pagamento delle spese legali e di centomila euro a titolo di provvisionale ad ognuno dei genitori della vittima. Il carabiniere Francesco Tedesco fu assolto dal reato di omicidio preterintenzionale, ma fu condannato a 2 anni e 6 mesi di reclusione per falso, stesso reato per cui il maresciallo dei carabinieri Roberto Mandolini fu condannato a 3 anni e 8 mesi di reclusione e all'interdizione per 5 anni dai pubblici uffici. Per quanto riguarda invece il reato di calunnia contestato a Tedesco, Mandolini e Nicolardi nei confronti dei tre agenti della polizia penitenziaria imputati nel primo processo, esso fu riqualificato dai giudici come falsa testimonianza, ma i tre carabinieri furono assolti con la formula "perché il fatto non costituisce reato". Con sentenza a parte la Corte quantificherà in seguito i risarcimenti definitivi ai genitori Cucchi e alle parti civili (Roma Capitale, Cittadinanzattiva e i tre agenti della polizia penitenziaria).
Il 7 maggio 2021 la Corte d'Assise d'appello di Roma, in parziale riforma della sentenza del 14 novembre 2019, ha rideterminato le pene nei confronti di Raffaele D'Alessandro, Alessio Di Bernardo (a ciascuno 13 anni di reclusione) e Roberto Mandolini (4 anni), confermando nel resto la sentenza della Corte di assise (l'assoluzione di Tedesco dall'accusa di omicidio preterintenzionale e quelle di Mandolini, Nicolardi e dello stesso Tedesco dall'accusa di falsa testimonianza non erano state impugnate dalla pubblica accusa, pertanto sono diventate definitive dopo la sentenza di primo grado).
Il 4 aprile 2022 la Corte Suprema di Cassazione ha condannato in via definitiva per omicidio preterintenzionale i carabinieri Di Bernardo e D'Alessandro, riducendo però loro la pena a 12 anni di reclusione. Per quanto riguarda le posizioni di Tedesco e Mandolini, accusati di aver attestato il falso nel verbale d'arresto, la Suprema Corte ha disposto che debba celebrarsi un nuovo processo d'appello. Il successivo 9 maggio sono state pubblicate le motivazioni della sentenza: ad avviso dei supremi giudici, la morte del geometra romano, seppure sia stata causata anche dalla successiva condotta colposa dei medici dell'ospedale Pertini, è inequivocabilmente connessa al pestaggio da parte dei carabinieri Di Bernardo e D'Alessandro, i quali non potevano non essere consapevoli delle possibili conseguenze delle loro azioni. Per quanto riguarda Mandolini e Tedesco, invece, secondo la Cassazione i giudici di merito non hanno adeguatamente dimostrato la volontà di Mandolini di occultare le responsabilità dei suoi sottoposti omettendo i loro nomi nel verbale di arresto, che è stato in seguito sottoscritto anche da Tedesco, perciò è stato disposto l'annullamento di questa parte della sentenza con rinvio degli atti ad un'altra sezione della Corte d'Assise d'appello di Roma; la prescrizione del reato sarebbe scattata il 25 luglio 2022.
Il 21 luglio 2022, alla vigilia della prescrizione del reato, la Corte d'Assise d'appello di Roma ha condannato Mandolini e Tedesco rispettivamente a 3 anni e 6 mesi e a 2 anni e 4 mesi di reclusione.
Il 31 ottobre 2023 la Corte di Cassazione ha annullato senza rinvio la sentenza della Corte d'Assise d'appello per intervenuta prescrizione del reato di falso ideologico, pur confermando la condanna degli imputati al pagamento del risarcimento del danno alle parti civili.

## La terza inchiesta (depistaggio)
Il 20 giugno 2018 Francesco Tedesco, uno degli imputati del c.d. "processo-bis" (e considerato da molti un "supertestimone"), aveva presentato alla procura della Repubblica di Roma una denuncia contro ignoti, nella quale lamentava la scomparsa di un'annotazione di servizio da lui redatta il 22 ottobre 2009 e indirizzata ai suoi superiori, nella quale esponeva i fatti accaduti nella notte fra il 15 e il 16 ottobre precedente. In particolare, egli descriveva di avere assistito al pestaggio del geometra romano presso la caserma della Compagnia Roma Casilina da parte dei propri colleghi Alessio Di Bernardo e Raffaele D’Alessandro, violenza a cui inutilmente aveva cercato di porre fine.
A seguito di tale denuncia, la procura avviò un'indagine affidandola allo stesso sostituto procuratore Musarò, il quale iscrisse nel registro degli indagati con l'accusa di falso ideologico i carabinieri Francesco Di Sano, uno dei due piantoni della caserma di Tor Sapienza che ebbe in custodia Cucchi la notte in cui era stato arrestato, Massimiliano Colombo Labriola, che all'epoca era il comandante della stazione Roma Tor Sapienza, Luciano Soligo, all'epoca comandante della Compagnia Roma Monte Sacro, da cui la stazione Roma Tor Sapienza dipende, e Francesco Cavallo, all'epoca vice-comandante del Gruppo Roma: essi erano accusati di aver falsificato due annotazioni di servizio sulle condizioni di salute di Stefano Cucchi con lo scopo di indirizzare l'indagine verso persone che non avevano alcuna responsabilità.
Inizialmente sentito dalla procura di Roma come persona informata sui fatti, nel febbraio 2019 fu iscritto nel registro degli indagati per falso ideologico anche il generale di brigata Alessandro Casarsa, all'epoca comandante del Gruppo Roma.
Concluse le indagini, il 14 aprile 2019 fu complessivamente chiesto il rinvio a giudizio di 8 militari dell'Arma: Alessandro Casarsa, Francesco Cavallo, Luciano Soligo, Massimiliano Colombo Labriola e Francesco Di Sano per falso ideologico; Lorenzo Sabatino, che nel 2015 era il comandante del Reparto Operativo dei Carabinieri di Roma, e Tiziano Testarmata, che nel 2015 era il comandante della IV sezione del Nucleo Investigativo dei Carabinieri di Roma, per omessa denuncia e favoreggiamento (nel 2015, dopo che la procura li aveva incaricati di acquisire tutti i documenti riguardanti il caso Cucchi, essi avrebbero volontariamente omesso di denunciare all'autorità giudiziaria la falsità ideologica delle due annotazioni di servizio sulle condizioni di salute di Stefano Cucchi e non avrebbero acquisito il registro originale dei foto-segnalamenti della caserma della Compagnia Roma Casilina, che era stato sbianchettato per occultare il nome di Stefano Cucchi, limitandosi ad acquisirne una copia), e infine Luca De Cianni per falso e calunnia (nel 2018, egli ha redatto un'annotazione di servizio in cui accusava falsamente il collega Riccardo Casamassima di aver chiesto ad Ilaria Cucchi dei soldi in cambio del racconto della verità sul pestaggio del fratello).
La prima udienza preliminare si è tenuta il 21 maggio 2019 e, il 16 luglio 2019, il GUP del tribunale di Roma ha accolto tutte le richieste del PM e disposto il rinvio a giudizio di tutti gli imputati.
Il processo per depistaggio ha visto la prima udienza il 12 novembre 2019, con comparizione delle parti civili costituite da Ministero della difesa e Arma dei Carabinieri, nonché dal militare dell'Arma Riccardo Casamassima. In tale sede, il giudice monocratico Federico Bona Galvagno si è astenuto, su istanza del legale della famiglia Cucchi, in quanto carabiniere in congedo. Il processo è quindi proseguito il 16 dicembre 2019 con la giudice Giulia Cavallone, e nel gennaio 2020 il Ministero della difesa è stato ammesso come responsabile civile nel processo, pur essendo parte civile. Dopo il decesso della giudice Cavallone, avvenuto il 17 aprile 2020, questa è stata sostituita dal dottor Roberto Nespeca.
Il 7 aprile 2022, il tribunale di Roma ha dichiarato gli imputati colpevoli di tutti i reati a loro contestati e ha condannato Alessandro Casarsa a 5 anni di reclusione e all'interdizione perpetua dai pubblici uffici, Francesco Cavallo e Luciano Soligo a 4 anni di reclusione e all'interdizione per 5 anni dai pubblici uffici, Luca De Cianni a 2 anni e 6 mesi di reclusione, Tiziano Testarmata e Massimiliano Colombo Labriola a 1 anno e 9 mesi di reclusione (pena sospesa per entrambi) e Lorenzo Sabatino e Francesco Di Sano a 1 anno e 3 mesi di reclusione (pena sospesa per entrambi).

## La quarta inchiesta (depistaggio e falsa testimonianza)
Dal processo per depistaggio, è in seguito scaturita un'ulteriore inchiesta, nella quale sono stati coinvolti i carabinieri Maurizio Bertolino, all'epoca dei fatti contestati in servizio presso la stazione di Tor Sapienza, Fortunato Prospero, all'epoca comandante della sezione infortunistica e polizia giudiziaria del Nucleo operativo radiomobile di Roma, e il collega di quest'ultimo Giuseppe Perri. Essi sono accusati a vario titolo di depistaggio: Bertolino è infatti accusato di aver tentato di occultare l'esistenza nella caserma di Tor Sapienza di alcuni atti relativi all'arresto di Stefano Cucchi, mentre Prospero e Perri sono accusati di aver indotto il carabiniere Luca De Cianni, già condannato per questi fatti nel processo precedente a 2 anni e 6 mesi di reclusione, a calunniare il collega Riccardo Casamassima. Tutti e tre sono inoltre accusati di falsa testimonianza per aver rilasciato dichiarazioni mendaci nel precedente processo per depistaggio. L'udienza preliminare si è tenuta il 21 dicembre 2023. Tra le parti lese, figurano il Ministero della Giustizia, Ilaria Cucchi e suo padre Giovanni, i tre agenti di polizia penitenziaria imputati nel primo processo e il carabiniere Riccardo Casamassima.

## L'impatto sull'opinione pubblica
Grazie all'attivismo della sorella Ilaria Cucchi, il caso ha avuto una grande visibilità mediatica, con notevole impatto sull'opinione pubblica italiana, facendo tra l'altro emergere altri casi analoghi di persone morte in carcere, senza che la causa del decesso sia stata ancora accertata (26 casi nel solo 2009).
Luigi Manconi e Valentina Calderone, rispettivamente presidente e direttrice di A Buon Diritto onlus, che seguì la vicenda fin dal primo momento e che organizzò presso il Senato della Repubblica la conferenza stampa del 29 ottobre, così raccontano: "Nel pomeriggio del 27 ottobre 2009 ricevemmo dai familiari di Stefano Cucchi quelle foto. Si trattava di immagini davvero crudeli, di intensa vividezza e di impatto brutale. Quelle foto non solo provavano inequivocabilmente che violenze c’erano state, ma ne tracciavano in qualche modo la dinamica, ne scandivano la successione e disegnavano una sorta di anatomia degli abusi patiti. Parlammo con Ilaria, la sorella di Stefano, la mattina del 28 ottobre, dicendole che ritenevamo sbagliato anche solo comunicare la nostra opinione sull’opportunità di rendere pubbliche quelle foto e che avremmo aspettato la loro decisione e a quella ci saremmo attenuti rigorosamente. Passarono circa tre ore e mezzo e Ilaria ci disse che la famiglia aveva deciso per la diffusione di quelle immagini il giorno dopo (in quel momento Ilaria non ne aveva ancora preso visione). Quindi, nel corso della conferenza stampa distribuimmo una cartella contenente alcune immagini, autorizzandone la pubblicazione. Il resto venne di conseguenza".
Ilaria Cucchi, a sua volta, nel libro Il coraggio e l'amore, scrive così: "Sto entrando con mamma e papà. E Fabio. Mi sento rincuorata dalla sua presenza. La sala è grande e piena di gente. Sono incerta mentre percorriamo il corridoio a lato delle file di poltroncine tutte occupate. Tanti sono in piedi, e ci sono le troupe delle televisioni. Non ne manca nessuna. Saliamo tre gradini per arrivare sul palco, mi tremano le gambe. Ma io che ci faccio qui? Manconi occupa la sedia al centro. Mi fa sedere vicino a lui, alla sua destra. Di là, subito alla sua sinistra, il posto riservato a Fabio. Poi mio padre, mentre mia madre siede in prima fila. A ciascuno dei presenti viene consegnato un fascicolo, un dossier con le foto di Stefano".
La testata giornalistica che ha fatto scoppiare il “caso Cucchi” è stata CNR Media, allora diretta da William Beccaro, che ha deciso di pubblicare le foto dell'autopsia di Stefano Cucchi sul proprio sito web, scatti che erano stati consegnati dalla famiglia Cucchi alle principali testate giornalistiche, con vana preghiera di pubblicazione. Le foto hanno avuto da subito un forte impatto sulla pubblica opinione e la notizia della pubblicazione è stata ripresa dalle principali agenzie di stampa giornalistiche, e quindi dai principali giornali e telegiornali. In poche ore gli scatti hanno fatto il giro del web con oltre cinque milioni di click in meno di una settimana. “Fu la svolta, se William Beccaro non avesse preso la decisione di pubblicare le foto di mio fratello, molto probabilmente non sarebbe mai esistito alcun caso Cucchi” ha svelato Ilaria Cucchi.
Sulla stampa internazionale, la vicenda viene analizzata sia negli Stati Uniti sia in Francia. È stata inoltre raccontata nel rapporto annuale 2010 di Statewatch, un'organizzazione non governativa che monitora e registra la situazione dei diritti civili in Europa.

## Influenza culturale
Sulla vicenda è stato realizzato da Maurizio Cartolano il documentario 148 Stefano - Mostri dell'inerzia, sponsorizzato da Amnesty International e Articolo 21, e presentato al Festival del Cinema di Roma. Anche il saggio-inchiesta Malapolizia di Adriano Chiarelli dedica un'ampia analisi sulla vicenda.
Nel 2018 Alessio Cremonini realizza la pellicola Sulla mia pelle, prodotta da Cinemaundici e distribuita da Lucky Red e Netflix, selezionata come film d'apertura della sezione "Orizzonti" alla 75ª Mostra internazionale d'arte cinematografica di Venezia, ispirata ai fatti della morte di Stefano Cucchi, interpretato da Alessandro Borghi. Il film descrive un ragazzo debole e colpevole, perspicace e sensibile, ma «che subisce abusi ingiustificabili e per questo intollerabili», scendendo nella profondità del giovane, forte del probabile contributo di chi ha conosciuto a fondo la sua più intima psicologia.
Nel corso degli anni sono stati pubblicati diversi libri sul caso Cucchi. Tra le monografie si possono citare: Non mi uccise la morte. La storia di Stefano Cucchi, assassinato due volte dallo Stato italiano, di Luca Moretti e Toni Bruno per Castelvecchi (2010); Mi cercarono l'anima. Storia di Stefano Cucchi, di Duccio Facchini per Altraeconomia (2013); Il corpo del reato, di Carlo Bonini per Feltrinelli (2016). Tra i saggi che hanno affrontato il caso Cucchi all'interno di inchieste più ampie: Quando lo Stato uccide, di Tommaso Della Longa e Alessia Lai sempre per Castelvecchi (2011); Quando hanno aperto la cella. Stefano Cucchi e gli altri, di Luigi Manconi e Valentina Calderone per Il Saggiatore (2011, 2013).
Nel 2018 la storia di Stefano Cucchi è stata anche raccontata nella graphic novel Il buio. La lunga notte di Stefano Cucchi, con testi di Emanuele Bissattini e Floriana Bulfon e illustrazioni di Domenico Esposito e Claudia Giuliani.
Cucchi, amico del pugile professionista Emanuele Della Rosa, apprezzava e praticava la boxe. Per questo nel 2010 gli fu dedicato il Memorial Stefano Cucchi.

### Dediche musicali
Successivamente al clamore mediatico riservato al caso Cucchi, diversi artisti, più o meno famosi, hanno composto brani dedicati a Stefano o in cui è stato citato il suo caso. Di seguito quelli enciclopedicamente rilevanti: 
- Nemico pubblico dall'album Guilty (2010) di Noyz Narcos
- Cantano tutti dall'album Qui è selvaggio (2011) di Primo & Squarta
- Fermi con le mani dall'album Atlantico Live (2011) di Fabrizio Moro
- Banditi nella sala dall'album Profondo rosso (2011) di Assalti frontali feat. Inoki & Esa, 2011
- Malèvera dall'album La stessa barca (2011) di 24 Grana
- Tutti in catene dall'EP Il peggiore (2011) di Emis Killa
- La Ghigliottina (2011) di Caparezza dall'album "Il sogno eretico"[90]
- Bastardi senza gloria dall'album La rivolta (2012) di RedSka
- Scese lenta l'ultima neve dall'album Novembre (2012) di Massimiliano D'Ambrosio
- Le due storie dall'album Spiraglio di periferia (2012) di Rocco Hunt
- Ninna nanna dall'album Musica commerciale (2013) di Jake La Furia
- Vittime di rappresaglia dall'album Curre curre guaglió 2.0 (2014) di 99 Posse
- Scendi giù dall'album Al monte (2014) di Alessandro Mannarino
- In cattività dal mixtape Jam MC vs Mezzosangue (2015) di Mezzosangue
- Ma tu no dall'album Una vita al top (2015) di Giancane
- Costole rotte dall'album Niente che non va (2015) di Coez
- 800 588 605 dall'album Il lato ruvido (2016) dei Punkreas
- Wasabi Freestyle dall'album Orange County (California) (2016) di Tedua
- Solo x la gang dall'album Crack musica (2016) della Dark Polo Gang
- Addormentato in stazione dall'album Disco orario (2017) di The Vad Vuc
- Andrà tutto bene dall'album Magmamemoria (2019) di Levante
- Per tutta la città dall'album 17 (Dark Edition) di Emis Killa e Jake la Furia
- Loro dall'album Noi, loro, gli altri (2022) di Marracash
- In Italia 2024 (2024) di Fabri Fibra, Emma e Baby Gang